# ヒューイ・デューイ・ルーイ
ヒューイ・デューイ・ルーイ (Huey, Dewey and Louie) は、ディズニーのキャラクターで、アヒルの3つ子。初登場は1937年（昭和12年）10月17日の新聞漫画『ドナルドダック・サンデー・コミック』、スクリーンデビューは1938年（昭和13年）4月15日の短編映画『ドナルドの腕白教育』 (Donald's Nephews)

## 設定
ドナルドダックの妹のダンベラ・ダックの子供であり、ドナルドから見れば甥に当たる。ドナルドのことを「ドナルドおじさん」(Uncle Donald)と呼び、スクルージ・マクダックのことも「スクルージおじさん」と呼んでいるが、スクルージはドナルドの伯父なので正確には「大伯父」で他にもミッキーマウスやミニーマウス、グーフィーなどは呼び捨てである。また作品によってはデイジーダックも「デイジーおばさん」と呼び慕っている。同じディズニーキャラクターのチップとデールとは違って3人の身体的特徴に違いは無く、声や帽子など服装の色で区別する。回によっては三人共同じ色の服を着たこともあるが初期を除き、赤（もしくは橙色）系の服を着用しているのがヒューイ、以下青がデューイ、緑がルーイである。特定言語の吹き替え版では単一の声優が役を演じ分けていることもある。
3人揃って腕白でいたずら好きな性格をしており、おじであるドナルドやスクルージをいつも困らせる。だが根は素直な面もあり、3人ともドナルドやスクルージのことをとても慕っており、『ポップアップ ミッキー/すてきなクリスマス』では良い子リストに自分達の名前を書こうとするも自分達よりスクルージこそ良い子リストに載るべきだと彼の名前を書いてあげる他ドナルドに酷いことをする者を見ると懲らしめようとする。ドナルドに関しては、『わんぱくダック夢冒険』の第1話で、別れを惜しんでいる描写がある。基本的な三人の違いはヒューイが三つ子のリーダー格で目立ちがり屋、デューイは最も賢く神経質、ルーイがのんびり屋でおとぼけだが最も創造力がある。『クワック・パック』ではティーンエイジャーに成長しており、顔つきや髪型・服装、声にも違いが出てきて判別しやすくなっている。抜群のチームワークを見せる一方、他の作品に比べ、失敗することが多い。『ダックテイルズ』ではそれとは異なった独自の個性が追加され、ヒューイは生真面目で几帳面な優等生、デューイは目立ちがり屋の向こう見ずトラブルメーカー、ルーイはちゃっかり者で何でも楽したがるお調子者となっている。
3人それぞれヒューバート・ダック (Hubert Duck)、デューテロノミー・ダック (Deuteronomy Duck) 、ルイス・ダック (Louis Duck) という本名を持つ。
東京ディズニーランドのトゥーンタウンにある3人が経営しているという設定の「ヒューイ・デューイ・ルーイのグッドタイム・カフェ」は、スクルージから資金援助をしてもらい、ドナルドにペンキ塗りを手伝ってもらって開店したとされている。また、3人はカフェを経営するだけあって料理が大得意という設定であり、自家製のアップルパイやチーズケーキで全国デザートコンテストで優勝したとされる。
コミックスの世界のボーイスカウト、ジュニア・ウッドチャックに所属しており、階級バッジを貰う事に必死な面がある。
東京ディズニーランドのグリーティング施設キャンプ・ウッドチャックは、このジュニアウッドチャックがモデルの施設となる。ドナルド、デイジーも所属しているため登場する。

## 声優
| 作品名・キャラクター                                   | 作品名・キャラクター | 原語版                              | 吹き替え版                     | 吹き替え版 |
| 作品名・キャラクター                                   | 作品名・キャラクター | 原語版                              | 旧                             | 新         |
| ------------------------------------------------------ | -------------------- | ----------------------------------- | ------------------------------ | ---------- |
| クラシック短編映画                                     | ヒューイ             | クラレンス・ナッシュ                | 土井美加 後藤真寿美 下川久美子 | 坂本千夏   |
| クラシック短編映画                                     | デューイ             | クラレンス・ナッシュ                | 土井美加 後藤真寿美 下川久美子 | 坂本千夏   |
| クラシック短編映画                                     | ルーイ               | クラレンス・ナッシュ                | 土井美加 後藤真寿美 下川久美子 | 坂本千夏   |
| わんぱくダック夢冒険 （ダックテイル / ダックテイルズ） | ヒューイ             | ルシー・テイラー                    | 羽村京子                       | 坂本千夏   |
| わんぱくダック夢冒険 （ダックテイル / ダックテイルズ） | デューイ             | ルシー・テイラー                    | 折笠愛                         | 坂本千夏   |
| わんぱくダック夢冒険 （ダックテイル / ダックテイルズ） | ルーイ               | ルシー・テイラー                    | 千原江理子                     | 坂本千夏   |
| 下記を除く作品全般                                     | ヒューイ             | トニー・アンセルモ ルシー・テイラー | 坂本千夏                       | 坂本千夏   |
| 下記を除く作品全般                                     | デューイ             | トニー・アンセルモ ルシー・テイラー | 坂本千夏                       | 坂本千夏   |
| 下記を除く作品全般                                     | ルーイ               | トニー・アンセルモ ルシー・テイラー | 坂本千夏                       | 坂本千夏   |
| クワック・パック                                       | ヒューイ             | ジェニー・イライアス                | 永澤菜教                       | 永澤菜教   |
| クワック・パック                                       | デューイ             | パメラ・シーガル                    | 高乃麗                         | 高乃麗     |
| クワック・パック                                       | ルーイ               | エリザベス・デイリー                | 梅田貴公美                     | 梅田貴公美 |
| ダックテイルズ                                         | ヒューイ             | ダニー・プディ                      | 代永翼                         | 代永翼     |
| ダックテイルズ                                         | デューイ             | ベン・シュワルツ                    | 永塚拓馬                       | 永塚拓馬   |
| ダックテイルズ                                         | ルーイ               | ボビー・モイニハン                  | 小林大紀                       | 小林大紀   |

- クラシック短編映画の旧吹き替え版（ポニー版とバンダイ版のビデオ、及び1980年代に発売されたレーザーディスクの吹き替え）は複数の女性声優が演じており、作品によって演じていたキャラクターが異なる（傾向としてはヒューイは土井が演じることが多かった）。新吹き替え版のソフトはブエナ・ビスタから発売されている。年齢設定等が従来と異なる『クワック・パック』『ダックテイルズ』などを除いた登場作品では全て坂本が演じている。
- 『わんぱくダック夢冒険』の旧吹き替え版はテレビ東京版とバンダイ発売のビデオの吹き替えである。新吹き替え版はWOWOWのディズニーアニメ枠で放映されたものとブエナ・ビスタから発売されたビデオの吹き替えである。

## 主な出演作品
- ドナルドダックの短編映画シリーズ
- わんぱくダック夢冒険（ダックテイルズ） - 親戚のスクルージ・マクダックと共に繰り広げられる冒険アニメ。10歳という設定で、スクルージと同居して学校に通っている。
- クワック・パック - 10代に成長した3人が活躍するアニメ。ニュースカメラマンのドナルドのアシスタントをしている。
- ハウス・オブ・マウス - 「ハウス・オブ・マウス」のミュージシャン兼ショーダンサーとしてステージを盛り上げている。

## その他
- ヒューイ・ルイス&ザ・ニュースのリーダーであるヒューイ・ルイスの名は、本名がヒューということから、恋人の父親に当初「ヒューイ・ルーイ」（ヒューイ・デューイ・ルーイが本ネタ）というあだ名を名づけられ、自分で英語風に改名した。
- デューイ・ダックはニューヨーク州知事で共和党大統領候補にもなったトマス・E・デューイにちなんで命名された。

## 関連作品
3人組の名前として、ヒューイ、デューイ、ルーイの名を登場させる作品は多い。
サイレント・ランニング
アメリカ映画。作中にヒューイ、デューイ、ルーイの名を持つロボットが登場。
サイレントメビウス
日本の漫画。作中に、ヒューイ、デューイ、ルーイの名を持つ人工知能が登場。
カウボーイビバップ
日本のアニメ作品。Session#8「ワルツ・フォー・ヴィーナス」にてヒューイ、デューイ、ルーイの名を持つゲストキャラクターが登場。前述の『サイレント・ランニング』が元ネタと言われている。
スパイクアウト
セガが開発した3Dアクションゲーム。ヒューイ、デューイ、ルーイの名を持つボスキャラクターが登場。